# .au
.au — национальный домен верхнего уровня Австралии.

## Регистрация
В настоящее время запрещена регистрация сайтов непосредственно в домене .au. Текущие правила домена .au требуют регистраций в доменах второго уровня, разделённых по категориям, которые описывают тип сайта. Таких же правил придерживаются и в других странах, например, в Великобритании и Новой Зеландии.

### Домены второго уровня
- .com.au — коммерческие учреждения;
- .net.au — коммерческие учреждения (изначально для провайдеров, но позже был расширен);
- .org.au — ассоциации и некоммерческие организации (изначально для организаций, не подходивших под другие критерии);
- .edu.au — образовательные учреждения (см. также домены третьего уровня);
- .gov.au — правительство и его учреждения (см. также домены третьего уровня);
- .csiro.au — Научно-индустриальная Исследовательская Организация стран Содружества (Commonwealth Scientific and Industrial Research Organisation);
- .asn.au — ассоциации и некоммерческие организации;
- .id.au — для частных лиц.

### Домены третьего уровня
Использующиеся домены .gov.au и .edu.au разветвляются на более детальные категории. Правительства и школы отдельных штатов используют доменные имена, отражающие их место расположения. Эти домены третьего уровня для штатов управляются независимо от государства внутри самих штатов:
- Виктория — .vic
- Западной Австралии — .wa
- Квинсленд — .qld,
- Нового Южного Уэльса — .nsw
- Северная территория — .nt
- Тасмания — .tas,
- Южная Австралия — .sa,
- Австралийская столичная территория — .act.

Например, сайт школы в Западной Австралии будет располагаться по адресу schoolname.wa.edu.au, а сайт подразделения правительства Нового Южного Уэльса — deptname.nsw.gov.au.
Правда, после изменения интернет-служб в Квинсленде сайты школ штата изменили доменные имена с schoolname.qld.edu.au на schoolname.eq.edu.au. Это не коснулось частных школ в Квинсленде.
Часто для школ используются имена и четвёртого уровня, например, schoolname.schools.nsw.edu.au.

### Исторические домены второго уровня
Несколько доменов второго уровня более не используются. Хотя регистрации в этих доменах уже прекращены, в них существуют некоторые сайты, созданные до их прекращения.
- .archie.au — хост для ftp-архивов Archie. использовался в начале 1990-х. Позже был удалён.
- .conf.au — конференции и другие кратковременные события, сейчас существует только linux.conf.au.
- .gw.au — для обслуживания AARNet-оборудования. Позже был удалён.
- .info.au — для различной информации.
- .otc.au — картографический домен для X.400-адресов; вышел из употребления с созданием telememo.au. Был удалён.
- .oz.au — исторический домен для австралийских сайтов. Изначально .oz был доменом верхнего уровня для Австралии, но позже его сменил .au, и все домены в зоне .oz были перемещены в .oz.au.
- .telememo.au — картографический домен для X.400-адресов. Был удалён.